# Zendium
 Der er for få eller ingen kildehenvisninger i denne artikel, hvilket er et problem. Du kan hjælpe ved at angive troværdige kilder til de påstande, som fremføres i artiklen.

Zendium er en tandpasta fra den multinationale koncern Unilever. Zendium er opfundet af den danske virksomhed A/S Blumøller.[kilde mangler] Opfindelsen blev gjort i 1970 af den nuværende WHO-forsker Christian Mathiesen.[kilde mangler]
Zendium indeholder som de fleste andre tandpastamærker fluor, men bruger ikke det skumdannende middel natriumlaurylsulfat (SLS).
| Varemærke | Spire Denne artikel om et varemærke er en spire som bør udbygges. Du er velkommen til at hjælpe Wikipedia ved at udvide den. |